# Körbisdorf
Körbisdorf ist eine moderne Wüstung im Saalekreis in Sachsen-Anhalt. Sie wurde durch den Braunkohleabbau im Geiseltal zerstört.

## Geographische Lage
Körbisdorf lag im Geiseltal nördlich von Braunsbedra. Nachbarorte waren Benndorf im Westen, Naundorf im Osten und Wernsdorf im Süden. Körbisdorf war von Benndorf nur durch einen Anger getrennt, von Wernsdorf nur durch die Geisel. Die ehemalige Ortsflur liegt heute im Osten des Geiseltalsees zwei Kilometer nördlich des Braunsbedraer Ufers.

## Geschichte
Die ältesten schriftlichen Nachrichten über Körbisdorf stammen aus den Jahren 1316 und 1318. Im ausgehenden Mittelalter erscheint der Ort erst als Korbestorff, dann als Korwestoprh, Koruestorph und dann als Korbisdorf. Die Form Körbisdorf setzte sich erst im 17. Jahrhundert durch. Als erste Bewohner des Ortes wird 1352 ein Otto von Koruesdorph genannt, 1405 und 1437 die Körbisdorfer Schenken Conrad und Rudolph. Körbisdorf gehörte bis 1815 zum hochstift-merseburgischen Amt Merseburg, das seit 1561 unter kursächsischer Hoheit stand. Durch die Beschlüsse des Wiener Kongresses kam der Ort zu Preußen und wurde dem Kreis Merseburg im Regierungsbezirk Merseburg der Provinz Sachsen zugeteilt, zu dem er bis 1944 gehörte.
Im ausgehenden 19. Jahrhundert verschmolz Körbisdorf zunehmend mit den Nachbarorten Benndorf und Naundorf. 1856 entstand zwischen Körbisdorf und Naundorf eine große Zuckerfabrik, später auch Wohnhäuser. 1871 wurde das örtliche Rittergut an die Zuckerfabrik Körbisdorf AG übertragen. 1926 wurde die Zuckerfabrik geschlossen. Ihr Vermögen übernahm am 1. Juli 1937 die I.G. Farbenindustrie.
Im Zuge der Eröffnung der Zuckerfabrik 1856 wurde die erste Kohlegrube in der Nähe der Fabrik eröffnet. 1873 wurde eine weitere 300 Meter von der Fabrik entfernt eröffnet. Diese „Grube Otto“ erlebte ab 1905 einen Aufschwung dank der großen Erweiterung der Braunkohleindustrie. In dieser Zeit wurden in der Gegend zahlreiche neue Kohlegruben aufgeschlossen. Nachdem 1918 die Leunawerke Besitzer der Grube Otto wurden, begann der großflächige Braunkohleabbau. Seit 1918 hatte Körbisdorf Anschluss an die Straßenbahnstrecke Merseburg–Mücheln.
Am 1. April 1937 wurden Benndorf, Körbisdorf und Naundorf zur Gemeinde Benndorf/Geiseltal vereinigt. Als Folge des Braunkohleabbaus im Geiseltal wurde Benndorf bereits 1953 umgesiedelt und ein Jahr später abgebaggert. Die Umsiedlung Körbisdorfs folgte 1957, ein Jahr später wurde Körbisdorf (devastiert).

### Einwohnerentwicklung
1546 wurden 7 Bauernhöfe bzw. Feuerstellen und ein Edelhof aufgeführt. Im 18. Jahrhundert hatte der Ort 12, später 13 Gehöfte, eine Mühle und ein Rittergut. 1819 zählte man 16 Häuser mit 78 Einwohnern, 1848 17 mit 177. Ab 1855 entstanden neue Häuser vor Ort für die Arbeiter der umliegenden Industriebetriebe, allen voran die der Zuckerfabrik.
1864 zählte man 165 Einwohner, 1877, nach einer Erweiterung der Grube, 203. Um 1911, als die Kohlengrube wiederum erweitert wurde, wuchs die Einwohnerzahl auf 365. Bis 1920 wuchs Körbisdorf so auf 35 Häuser mit 823 Einwohnern an, wobei gut 400 nur saisonale Arbeiter waren, die in Behelfsunterkünften lebten. 1955 zählt man 36 Häuser mit 465 Einwohnern. Bei der Umsiedlung von Körbisdorf drei Jahre darauf werden 170 Haushalte mit 484 Personen aufgeführt.